# Fagivorina viduaria
Fagivorina viduaria är en fjärilsart som beskrevs av Moritz Balthasar Borkhausen 1794. Fagivorina viduaria ingår i släktet Fagivorina och familjen mätare. Inga underarter finns listade i Catalogue of Life.